# Кошава (вятър)
 Тази статия е за вятър по поречието на Дунав.  За селото в северозападна България вижте Кошава (село).  
Кошава е източен-североизточен вятър, духащ от Карпатите. На север вятърът може да достигне до Унгария, а на юг до София и Ниш. Предпоставя студено и сухо време, имайки голямо влияние върху местния климат. Обикновено кошава духа през есента и зимата. Най-често скоростта на вятъра е между 25 и 45 km/h, но може и да достигне скорост и до 70 km/h. Интензивността му обикновено е между 4 и 6 по скалата на Бофорт. Вследствие, температурите рязко се понижават, достигайки и до -30 °C. Вятърът възниква, когато над Украйна има високо атмосферно налягане, а над Адриатическо море е ниско. Най-висока скорост набира, преминавайки при Железни врата. Обикновено вятърът трае от два до три дни, много рядко само един ден. Вятърът е най-силен сутрин, между 5:00 и 10:00 ч. Други наименования, използвани за кошава: долняк, морепин, романец. Поговока: „Като духне кошава, и замръзва Нишава“.